# Робасомеро
Робасомеро (итал. Robassomero) је насеље у Италији у округу Торино, региону Пијемонт.
Према процени из 2011. у насељу је живело 2298 становника. Насеље се налази на надморској висини од 364 м.

## Становништво
Према резултатима пописа становништва 2011. у општини је живело 2.976 становника.
| 1931. | 1936. | 1951. | 1961. | 1971. | 1981. | 1991. | 2001. | 2011. |
| ----- | ----- | ----- | ----- | ----- | ----- | ----- | ----- | ----- |
| 814   | 809   | 915   | 918   | 1.725 | 2.734 | 2.911 | 3.028 | 2.976 |